# آنچارتد ۲: درمیان دزدان
آنچارتد ۲: درمیان دزدان (به انگلیسی: Uncharted 2: Among Thieves) یک بازی ویدئویی در سبک اکشن ماجراجویی و سکوبازی است که توسط شرکت ناتی داگ ساخته شده و سونی کامپیوتر انترتینمنت آن را در سال ۲۰۰۹، به‌طور انحصاری برای کنسول پلی‌استیشن ۳ منتشر کرده است. درمیان دزدان عنوان دومین قسمت از مجموعه بازی‌های آنچارتد است که دنباله بازی آنچارتد: اقبال دریک به‌شمار می‌رود که در سال ۲۰۰۷ عرضه شده است. داستان بازی دو سال پس از اقبال دریک روایت می‌شود، و در بخش تک‌نفره داستان بازی به دنبال ماجراجویی نیتن دریک است که با کلویی فرازر و النا فیشر برای جستجوی سنگ سینتامانی و شانگری-لا هم دست شده است؛ در حالی که با گروهی مزدور به رهبری زوران لازارویچ و دوست قدیمی‌اش هری فلین به مبارزه می‌پردازد.
آنچارتد ۲: درمیان دزدان بسیار مورد تقدیر و تحسین منتقدان قرار گرفت و متاکریتیک آن را تاثیرگذارترین بازی سال ۲۰۰۹ برشمرد و همچنین عنوان بهترین بازی سال ۲۰۰۹ از دید آی‌جی‌ان، یوروگیمر، گیم اینفورمر، جاینت بامب، ایکس پلی و جویستیک را از آن خود کرد. بازی همچنین یک موفقیت تجاری به حساب می‌آمد و تا دسامبر ۲۰۱۱، به فروشی بیش از ۶ میلیون نسخه در سراسر جهان دست پیدا کرد. آنچارتد ۲: درمیان دزدان همچنین با نمره ۹۶ از ۱۰۰ بالاترین امتیاز را بر طبق وبگاه متاکریتیک در بین عناوین ساخته شده توسط استودیو ناتی داگ دارا می‌باشد.
دنباله‌ای برای این بازی با نام آنچارتد ۳: فریب دریک در نوامبر ۲۰۱۱ منتشر شده است، و به عنوان بخشی از آنچارتد: مجموعه نیتن دریک در اکتبر سال ۲۰۱۵ یکبار دیگر در کنسول پلی‌استیشن ۴ عرضه شد.

## روند بازی
درمیان دزدان یک بازی اکشن ماجراجویی و سکوبازی با زاویهٔ دید سوم شخص است. بازیکن کنترل شخصیت نیتن دریک را در دست دارد که از لحاظ فیزیکی مهارت‌هایی دارد و قادر به پریدن، بالارفتن و عبور از لبه‌های دیوار است. دریک تنها توانایی حمل دو سلاح را دارد، یک سلاح سبک و یک دستی و دیگری سلاح سنگین و دو دستی، همچنین او به تعداد محدودی نارنجک دستی مجهز است. بازیکن توانایی هدایت دریک به پشت دیوار و گوشه‌های کم ارتفاع به منظور سنگرگیری و استفاده از سلاح با سیستم هدف‌گیری دقیق یا شلیک کورکورانه را برای کشتن دشمنان دارد. اگر حضور دریک توسط دشمنان شناسایی نشود، او قادر به استفاده از کشتن در حالت خفا برای از بین بردن آن‌هاست. برخی از مناطق واقع در بازی به حل معماها با استفاده از دفترچه خاطرات دریک نیاز دارد، که در آن می‌تواند سرنخ‌هایی برای حل معما در دسترس قرار گیرد. در طول بازی یکصد گنجینه و یک گنج ویژه پنهان شده‌اند که جمع‌آوری آن‌ها به توجه و دقت بالایی نیاز دارد.
درمیان دزدان شامل دو بخش رقابتی و چندنفره کو-آپ است. بخش کو-آپ حداکثر تا ۳ نفر را پشتیبانی می‌کند که با در اختیار گرفتن شخصیت دریک همراه با دو قهرمان دیگر بازی به انجام مأموریت‌هایی شامل حل معما، سکوبازی، درگیری با سلاح و انجام اهداف مبتنی بر کار گروهی می‌شود. بخش چند نفره رقابتی که اجازه بازی تا حداکثر به ده نفر، در دو تیم پنج نفره را می‌دهد. آن‌ها قادر به رقابت در شش حالت مختلف رقابتی شامل: دث‌مچ، پلاندر، رقابت حذفی، تورف وار، کینگ آو دِهیل و واکنش‌های زنجیروار هستند.

## داستان
اتفاقات آنچارتد ۲: درمیان دزدان، دو سال پس از آنچارتد ۱: اقبال دریک و دو سال پیش از داستان آنچارتد ۳: فریب دریک رخ می‌هد.
بازی با یک نقل قول منسوب به مارکو پولو آغاز می‌شود: «من نصف آنچه دیده‌ام را بازگو نکرده‌ام، زیرا می‌دانستم که کسی باور نخواهد کرد.» داستان حول سفر محتوم مارکوپولو از چین در ۱۲۹۲ میلادی می‌چرخد. پس از گذشت ۲۰ سال از حضور مارکوپولو در دربار امپراتور مغول، قوبلای خان، او با چهارده کشتی و ۶۰۰ سرنشین آنجا را ترک می‌کند، اما وقتی یک سال و نیم بعد به سواحل ایران می‌رسد، تنها یک کشتی و ۱۸ سرنشین برایش باقی مانده است. پولو هیچگاه مشخص نکرد که چه بر سر کشتی‌ها و سرنشینان آن آمده است.
داستان از میانه رویدادها آغاز می‌شود و ما نیتن دریک را می‌بینیم که با شکمی مجروح و خونین در یک واگن از قطار معلق‌شده از یک صخره قرار دارد. طی یک فلش‌بک مشخص می‌شود که یکی از رفیقان قدیمی نیتن، هری فلین همراه دوست دخترش، کلویی فریزر با یک پیشنهاد کار نزد او می‌آیند که چراغ روغنی عهد مغول را از موزهٔ استانبول بدزدند. نیتن وقتی درمی‌یابد که ممکن است این چراغ او را به گنج ناوگان گمشدهٔ مارکوپولو برساند، این کار را می‌پذیرد. این سه قصد دارند با نارو زدن به مشتری فلین، گنج را برای خود بردارند. کلویی نیز که با نیت رابطه‌ای مخفی دارد، قصد دارد پس از پیدا کردن گنج فلین را رها کرده و با نیت فرار کند. فلین و نیتن چراغ را پیدا کرده و نقشه‌ای را در آن می‌یابند که نشان می‌دهد ناوگان مارکوپولو پیش از آنکه توسط یک سونامی به بورنئو رانده شود، در حال حمل سنگ سینتمانی از شهر افسانه‌ای شامبالا (یا همان شانگری-لا) بوده است. با پیدا کردن نقشه فلین به او نارو زده و باعث می‌شود که نیتن دستگیر شده و سه ماه در زندان ترکیه بماند. کلوئی که ادعا می‌کند هرگز از قصد خیانت فلین باخبر نبوده، از دوست نیتن، ویکتور «سالی» سالیوان کمک می‌خواهد و او نیز می‌آید تا نیتن را از زندان خلاص نماید.
هری فلین و رئیسش، زُران لازارُویچ، یک مجرم جنگی صرب که تصور می‌شد مرده است در بورنئو حضور دارند. آن‌ها به کمک کلوئی که جاسوس آن‌ها در کمپ لازارویچ است درمی‌یابند که ناوگان گمشدهٔ مارکوپولو هیچگاه سنگ سینتمانی را در اختیار نداشته است. آن‌ها در آنجا یک آرامگاه می‌یابند که مملو از اجساد همراهان مارکوپولو است. آن‌ها همچنین در آنجا خنجر فوربا و یک نامه از مارکوپولو می‌یابند که در آن ذکر کرده سرنخ بعدی در معبدی در کاتماندو قرار دارد. دقایقی بعد کلوئی به همراه فلین و مردانش وارد آرامگاه شده و نامه را از او می‌گیرند. سپس کلوئی مأمور می‌شود همراه چند مأمور نیت و سالی را به کمپ لازارویچ ببرد. کلوئی در بین راه مأموران را از بین می‌برد و می‌گوید که این تنها راهی بوده که می‌توانسته آن‌ها را نجات دهد و آن‌ها نیز با پرش از لبهٔ یک صخره به داخل رودخانه می‌گریزند.
سالیوان این ماجرا را برای خود خطرناک می‌بیند و کنار می‌کشد. نیتن و کلوئی به دنبال گنجینهٔ مارکوپولو به نپال سفر می‌کنند، جایی که مزدوران لازارویچ شهر را به دنبال پیدا کردن معبد درست ویران کرده‌اند. در آنجا نیتن حدس می‌زند که معبدی که سرنخ بعدی در آن است باید آراسته به همان نقوشی باشد که بر خنجر فوربا که در بورنئو یافته وجود دارد. آن‌ها بر بام یک هتل محلی می‌روند تا از بلندی بتوانند معبد را بیابند.
در میان راه معبد آن‌ها با النا فیشر و فیلمبردار او، جف برخورد می‌کنند که رد لازارویچ را پی گرفته‌اند تا اثبات کنند هنوز زنده است. النا وقتی از قضایا آگاه می‌شود، می‌پرسد که لازارویچ که به پول نیازی ندارد چرا به دنبال سنگ می‌گردد. نیت و کلویی به معبد می‌رسند و متوجه می‌شوند شامبالا و سنگ در میان کوه‌های هیمالیا قرار دارد. هنگام ترک معبد، نیت و کلویی دچار کمین می‌شوند و و درمی‌یابند جف تیر خورده است. با وجود اصرار کلویی بر رها کردن جف، نیت او را کمک می‌کند تا اینکه دستگیر می‌شوند. کلویی نیز مجبور می‌شود برای آنکه پوشش خود را حفظ کند روی نیت اسلحه بکشد. لازارویچ جف را می‌کشد و نقشه‌ای که نیت در جیب دارد و جای شامبالا را روی آن علامت زده از وی می‌گیرد. فلین از طرف لازارویچ مأمور می‌شود که نیت و النا را به قتل رساند، اما آن‌ها از دست وی می‌گریزند.
نیت تصمیم می‌گیرد به دنبال کلویی برود و او را نجات دهد و النا با اکراه همراهی‌اش می‌کند. سپس آن‌ها با یک جیپ که النا دزدیده است به دنبال قطار لازاویچ می‌روند. نیت در جایی که ماشین و النا نمی‌توانند بیشتر پیش روند، روی واگن‌های قطار پریده و تعدادی سرباز را کشته و دو بار از حملهٔ هلیکوپتر می‌گریزد و درنهایت با ارشد گروه نظامیان لازارویچ، ستوان درازا مبارزه کرده و پس از مبارزه‌ای تن به تن خنجر فوربا را که پیش اوست پس می‌گیرد. درازا که بی‌هوش شده، به هوش می‌آید و سعی می‌کند نیت را به قتل رساند اما کلویی او را می‌کشد. با این وجود کلویی که از نیت به خاطر رها نکردن جف و النا دلگیر است، نمی‌پذیرد که آنجا را به همراه وی ترک کند. در میان بحث‌شان فلین سر رسیده و به شکم نیت شلیک می‌کند. در اینجا کلویی جلوی او را می‌گیرد و با پرت شدن حواس فلین، نیت فرصت فرار می‌یابد اما میان سربازان گیر می‌افتد. سرانجام نیت سعی می‌کند با شلیک به کپسول‌های پروپان که در گوشهٔ یکی از واگن‌هاست خود را نجات دهد و این انفجار باعث خارج شدن نصف واگن‌های قطار از ریل و سقوط آن از کوه می‌شود.
در اینجا به نقطه‌ای که بازی از آن آغاز شده بود بازمی‌گردیم و نیت را می‌بینیم که زخمی و خسته در میان کولاک از دست سربازان می‌گریزد و پس از بازپس‌گیری فوربا در میان برف‌ها از هوش می‌رود. او هنگامی که به هوش می‌آید خود را در میان یک روستای تبتی می‌بیند و کمی بعد النا را در آنجا می‌یابد که او را به یک مرد آلمانی به نام کارل شیفر معرفی می‌کند. شیفر می‌گوید که فوربا کلید ورود به شامبالاست، اما نیت پاسخ می‌دهد که دیگر علاقه‌ای به یافتن آن ندارد. شیفر برای متقاعد کردن او به ادامهٔ مسیر او را به همراه تنزین، کدخدای دهکده، به میان کوه‌ها می‌فرستد تا بقایای گروه اکتشافی او که ۷۰ سال پیش دنبال سنگ و شامبالا می‌گشتند را ببیند. نیت و تنزین درمیان معبدی کوهستانی با موجوداتی یتی‌شکل برخورد می‌کنند. در آنجا نیت و تنزین می‌فهمند که گروه شیفر متعلق به آننربه و نازی‌ها بوده و شیفر برای حفاظت از دنیا از قدرت سنگ مجبور می‌شود تمام آن‌ها را بکشد. در بازگشت به دهکده آن‌ها متوجه می‌شوند که مردان لازارویچ به دهکده حمله کرده‌اند و النا می‌گوید که دلیلش آن‌ها هستند. تنزین و نیت دوشادوش یکدیگر می‌جنگند و در این میان با یک تانک متعلق به لازارویچ نیز رو به رو می‌شوند.
پس از نجات دهکده نیت و النا متوجه می‌شوند که شیفر همراه فوربا دزدیده شده است. آن‌ها به دنبال کاروان لازارویچ به یک صومعهٔ مخروبه رفته و با مردان لازارویچ مبارزه می‌کنند. وقتی شیفر را می‌یابند می‌فهمند که او به شدت مجروح شده است. شیفر پیش از مرگش می‌گوید که باید نیت باید سنگ سیتامانی را نابود کند و سپس تسلیم شده و می‌میرد. سپس نیت و النا جدا شده تا سریع‌تر ورودی شامبالا را بیابند.
نیت در میان جستجویش کلویی را می‌یابد و کلویی فوربا را به شرط آنکه لازارویچ را بکشد، به نیت می‌دهد. نیت ورودی شامبالا را در زیر صومعه می‌یابد و به النا می‌پیوندد تا وارد شامبالا شوند، اما در آنجا لازارویچ آن‌ها را گیر انداخته و نیت را مجبور می‌کند بین النا و کلویی یکی را انتخاب کند تا کشته شود، هر چند که فلین از کلویی دفاع می‌کند. نیت برای نجات جان النا و کلویی می‌پذیرد به لازارویچ کمک کند و همراه فلین می‌رود تا دروازهٔ شامبالا را باز نماید. با باز شدن دروازه هیولاهایی که در کوه یخ بودند به آن‌ها حمله می‌کنند اما در نهایت لازارویچ آن‌ها را می‌کشد. سپس با بررسی جنازهٔ آن‌ها مشخص می‌شود که آن‌ها تنها مردانی هستند که از شامبالا نگهبانی می‌کنند و از سنگ سینتامانی قدرت گرفته و برای ترساندن کسانی که قصد تجاوز به شامبالا را دارند، مثل هیولا لباس می‌پوشند. در اینجا لازارویچ قصد کشتن نیت و النا را دارد (کلویی توسط فلین حمایت می‌شود) اما موج دیگر حملات نگهبانان باعث می‌شود که فرصتی برای فرار نیت و النا به همراه کلویی پیش بیاید.
در میان مسیر به سمت صومعه نیت در می‌یابد که سنگ سینتامانی در واقع رزین سفت شدهٔ آبی رنگ درختی پیشاتاریخی به نام درخت زندگی است. ارزش واقعی شامبالا شیرهٔ آبی‌رنگ این درخت است که هر که از آن بنوشد تقریباً شکست‌ناپذیر می‌گردد. هنگامی که آن‌ها آماده می‌شوند تا به سمت درخت بروند، فلین را می‌بینند که توسط لازارویچ به شدت مجروح شده و سعی می‌کند با یک نارنجک خود و آن‌ها را بکشد اما تنها باعث مرگ خود و جراحت شدید النا می‌گردد. نیت النا را به کلویی می‌سپارد تا به سمت دروازهٔ خروجی شامبالا بروند و خود می‌رود تا با لازارویچ رو به رو شود. نیت هنگامی به داخل درخت زندگی می‌رسد که لازارویچ از شیره نوشیده است و زخم‌ها و سوختگی‌های قدیمی روی صورت و بدنش از بین می‌رود. نیت با منفجر کردن رزین‌های اطراف لازارویچ تقریباً او را ضعیف می‌کند و سپس او را رها می‌کند تا نگهبانان شامبالا او را بکشند. نیت به النا و کلویی می‌پیوندد و آن‌ها در حالی که شامبالا با انفجارهای پیاپی در حال نابودی است، از شهر افسانه‌ای خارج می‌شوند. اما پس از خروج از دروازه النا که به شدت مجروح شده از هوش می‌رود و در حالی که نیت از او خواهش می‌کند ترکش نکند، تصویر محو می‌شود.
با بازگشت به دهکده، کلویی از نیت می‌پرسد که آیا عاشق الناست و نیت نیز انکار نمی‌کند. کلویی از نیت جدا می‌شود و سالی در حالی که النای تازه بهبود یافته را همراه خود می‌آورد، پیش او می‌آیند. سالی نیز برای آن که این دو را تنها بگذارد به دنبال کلویی می‌رود. نیت و النا به قبر شیفر ادای احترام می‌کنند و سپس در لبهٔ یک صخره در حالی که آفتاب در پشت کوه‌ها می‌درخشد، یکدیگر را می‌بوسند.

## بازتاب‌ها
| گردآورنده  | امتیاز |
| ---------- | ------ |
| گیم‌رنکینگز | ۹۶٫۴۳٪ |
| متاکریتیک  | ۹۶/۱۰۰ |

| ناشر         | امتیاز    |
| ------------ | --------- |
| وان‌آپ.کام    | +A        |
| اج           | ۹/۱۰      |
| یوروگیمر     | ۱۰/۱۰     |
| فامیتسو      | ۳۷/۴۰     |
| گیم اینفورمر | ۱۰/۱۰     |
| گیم‌پرو       | 5/5 ستاره |
| گیم رولیشن   | A         |
| گیم‌اسپات     | ۹٫۵/۱۰    |
| گیم‌اسپای     | 5/5 ستاره |
| گیمز ریدار+  | ۱۰/۱۰     |
| گیم‌تریلرز    | ۹٫۳/۱۰    |
| آی‌جی‌ان       | ۹٫۵/۱۰    |

آنچارتد ۲: درمیان دزدان بسیار مورد تحسین منتقدان و وبگاه‌های نقد بازی قرار گرفت و توانست جوایز متعددی مبنی بر برترین بازی سال ۲۰۰۹ را دریافت کند، و با میانگین امتیاز ۹۶٫۴۳ و ۹۶ از ۱۰۰ به ترتیب در وبگاه‌های گیم رنکینگز و متاکریتیک قرار دارد.